# Haima 8S

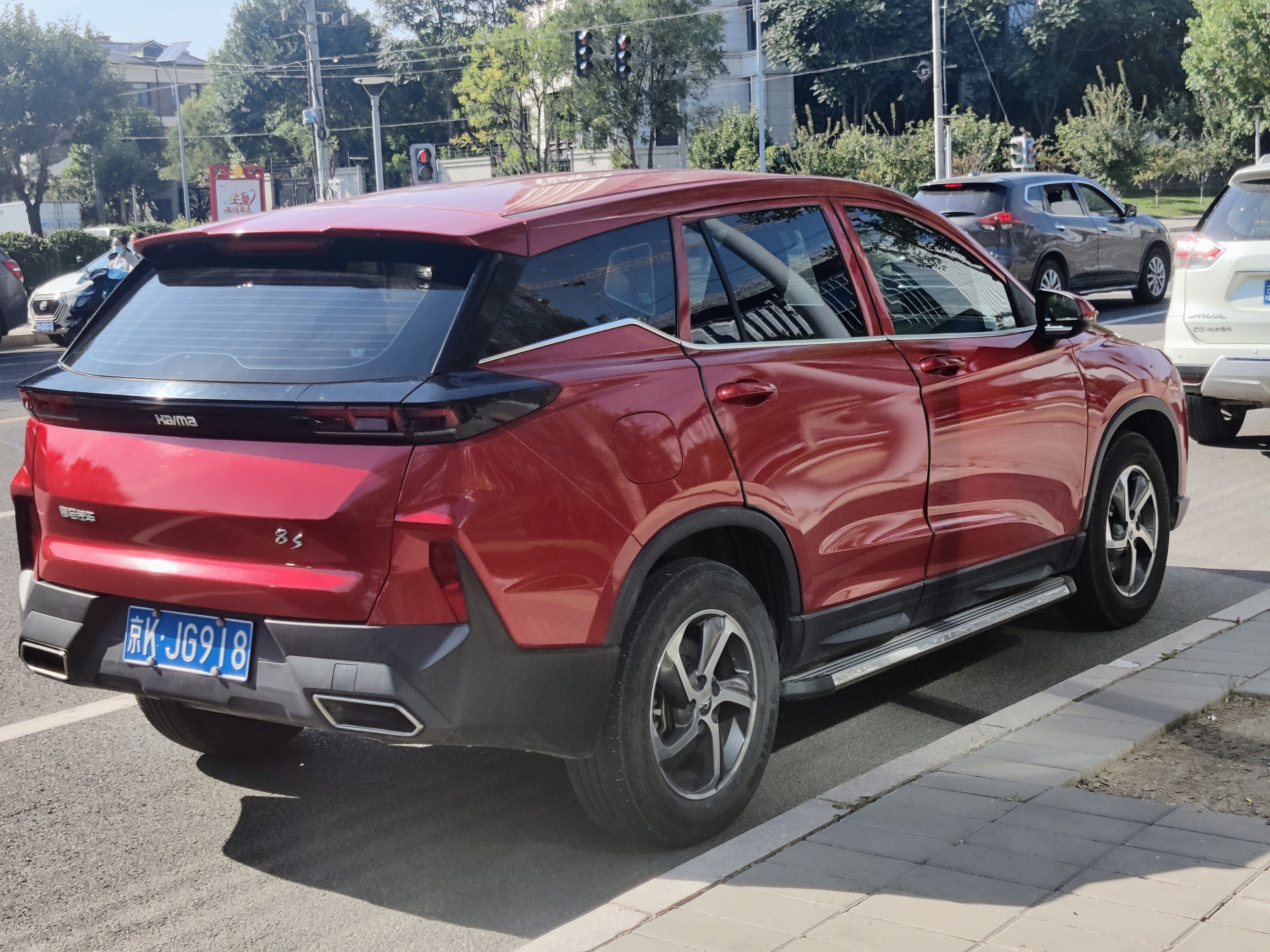
Heckansicht

Der Haima 8S ist ein Sport Utility Vehicle der chinesischen Marke Haima.

## Geschichte
Unter dem Decknamen SG00 veröffentlichte Haima im April 2018 Bilder eines neuen SUV. Ein Jahr später wurde das Fahrzeug als 8S auf der Shanghai Auto Show ausgestellt. Auf dem chinesischen Heimatmarkt kam es im Juli 2019 in den Handel. Der russische Markt soll im Sommer 2023 folgen. Seit Juli 2022 wird das SUV auch im Iran bei Iran Khodro produziert.

## Technische Daten
Angetrieben wird der 4,57 Meter lange 8S von einem aufgeladenen 1,6-Liter-Ottomotor mit 143 kW (195 PS). Er ist mit einem 6-Gang-Schaltgetriebe, einem 6-Gang-Automatikgetriebe oder einem 7-Gang-Doppelkupplungsgetriebe erhältlich.
|                                             | 1.6 TGDI 6MT                  | 1.6 TGDI 6AT                  | 1.6 TGDI 7DCT                  |
| Bauzeitraum                                 | seit 07/2019                  | seit 07/2019                  | seit 07/2019                   |
| Motorkenndaten                              |                               |                               |                                |
| Motortyp                                    | Reihen-Vierzylinder-Ottomotor | Reihen-Vierzylinder-Ottomotor | Reihen-Vierzylinder-Ottomotor  |
| Motoraufladung                              | Turbolader                    | Turbolader                    | Turbolader                     |
| Hubraum                                     | 1594 cm³                      | 1594 cm³                      | 1594 cm³                       |
| Verdichtungsverhältnis                      | 9,5 : 1                       | 9,5 : 1                       | 9,5 : 1                        |
| max. Leistung bei min−1                     | 143 kW (195 PS) / 5000        | 143 kW (195 PS) / 5000        | 143 kW (195 PS) / 5000         |
| max. Drehmoment bei min−1                   | 293 Nm / 1500–4500            | 293 Nm / 1500–4500            | 293 Nm / 1500–4500             |
| Kraftübertragung                            |                               |                               |                                |
| Antrieb                                     | Vorderradantrieb              | Vorderradantrieb              | Vorderradantrieb               |
| Getriebe                                    | 6-Gang-Schaltgetriebe         | 6-Gang-Automatikgetriebe      | 7-Gang-Doppelkupplungsgetriebe |
| Messwerte                                   |                               |                               |                                |
| Höchstgeschwindigkeit                       | 180 km/h                      | 180 km/h                      | 180 km/h                       |
| Beschleunigung, 0–100 km/h                  | 7,8 s                         | 7,8 s                         | 7,8 s                          |
| Kraftstoffverbrauch auf 100 km (kombiniert) | 6,9 l Super                   | 7,2 l Super                   | 7,2 l Super                    |
| Tankinhalt                                  | 58 l                          | 58 l                          | 58 l                           |
| Abgasnorm                                   | China VI                      | China VI                      | China VI                       |